# بخش جکسون (شهرستان دارک، اوهایو)
بخش جکسون (به انگلیسی: Jackson Township) یک منطقهٔ مسکونی در ایالات متحده آمریکا است که در شهرستان دارک، اوهایو واقع شده‌است.
 بخش جکسون ۸۰٫۴ کیلومتر مربع مساحت و ۲٬۸۷۶ نفر جمعیت دارد و ۳۲۵ متر بالاتر از سطح دریا واقع شده‌است.